# Claix (Charente)
Claix is een gemeente in het Franse departement Charente (regio Nouvelle-Aquitaine). De plaats maakt deel uit van het arrondissement Angoulême. Claix telde op 1 januari 2022 1.058 inwoners.

## Geografie
De oppervlakte van Claix bedroeg op 1 januari 2022 14,87 vierkante kilometer; de bevolkingsdichtheid was toen 71,1 inwoners per km².
De onderstaande kaart toont de ligging van Claix met de belangrijkste infrastructuur en aangrenzende gemeenten.

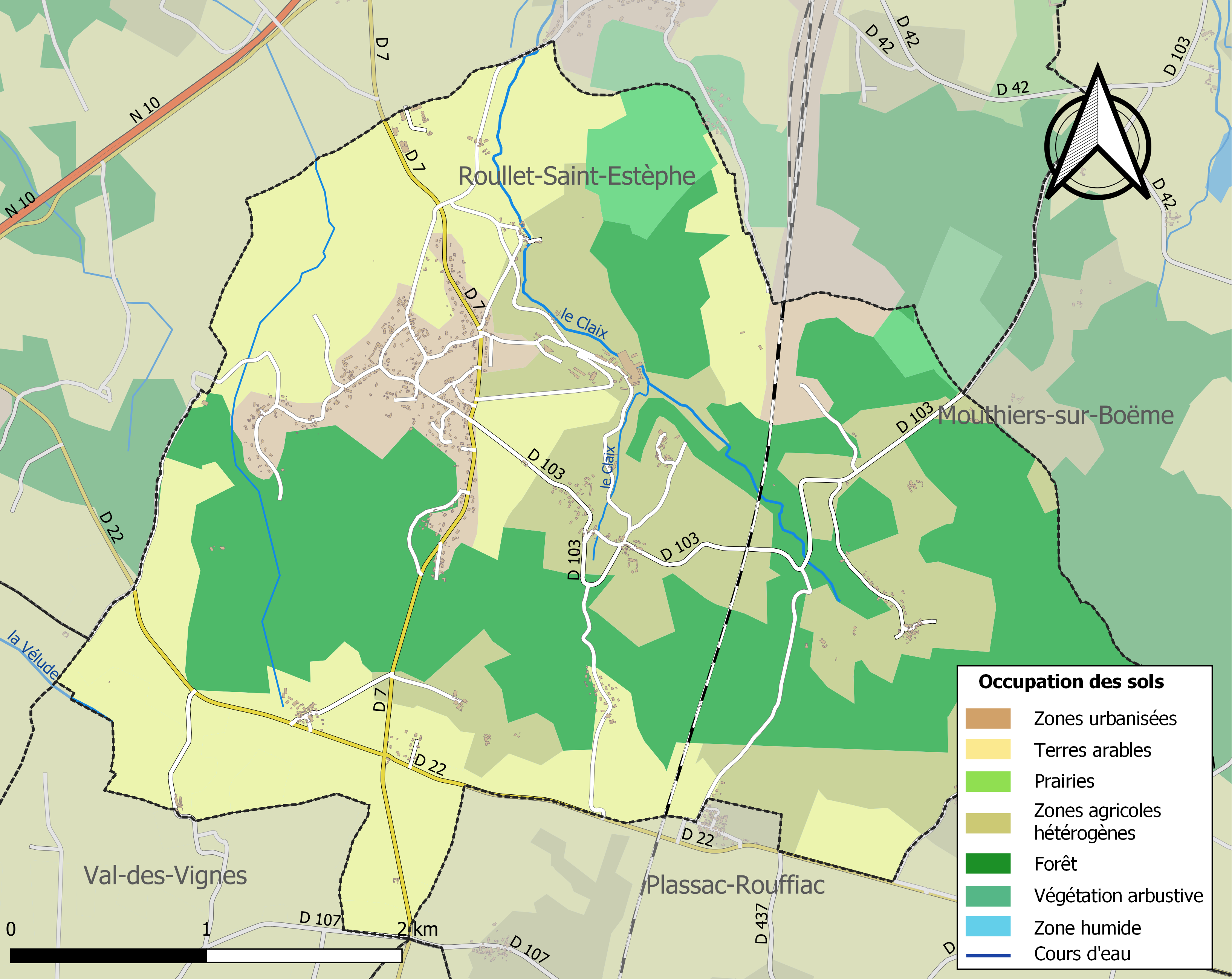

## Demografie
Onderstaande figuur toont het verloop van het inwonertal (bron: INSEE-tellingen).